# Podwójne uderzenie (film)
Podwójne uderzenie (tytuł oryg. Double Impact) – amerykański film sensacyjny z 1991 roku, wyreżyserowany przez Sheldona Letticha do scenariusza autorstwa własnego oraz Jean-Claude’a Van Damme’a. Van Damme wystąpił także w filmie – zgodnie z tytułem – w podwójnej roli, jako Alex i Chad Wagner.

## Obsada
- Jean-Claude Van Damme jako Alex Wagner; Chad Wagner
- Geoffrey Lewis jako Frank Avery
- Alonna Shaw jako Danielle Wilde
- Bolo Yeung jako Moon
- Alan Scarfe jako Nigel Griffith
- Philip Chan jako Raymond Zhang
- Corrina Everson jako Kara
- Julie Strain jako studentka
- Peter Malota jako ochroniarz

## Box office
| USA | US$ 30,102,717 |